# 立花村 (愛媛県)
立花村（たちばなむら）は、愛媛県越智郡にあった町である。
1940年（昭和15年）に今治市へ編入され、自治体としては消滅した。

## 地理
今治平野のほぼ中央の純農村であった。蒼社川の右岸一帯。東は燧灘に面する。
村名の由来
橘神社によるものとされる。立花郷の名は『和名抄』の越智郡10郷の一つであり、古くからの呼び名である。

## 歴史

### 略史
中世以前
各地で弥生時代の土器片等が出土しており、早くから開けていたものとみられている。
古代にはすでに条里制が実施されていた。
近世
- 今治藩領

近代以降
- 1893年（明治26年） - 蒼社川が決壊、大被害発生。
- 1894年（明治27年） - 洪水被害跡地の農地整理に着手。
- 1930年（昭和5年） - 蒼社川の橋梁がコンクリート化され、今治市との往来が盛んになる。
- 1933年（昭和8年） - 農業用水設備・農地改良に着手。1936年（昭和11年）完工。

### 村の沿革
- 1889年（明治22年）12月15日 - 町村制施行に伴い、鳥生、郷、辻堂、八町の4箇村が合併して越智郡立花村が成立。大字郷に役場をおく。
- 1940年（昭和15年）1月1日 - 今治市に編入され、自治体としての歴史を閉じる。

```
立花村の系譜
（町村制実施以前の村）　（明治期）　　　　　　　　　（昭和の合併）　（平成の合併）
　　　　　　　　　　　　町村制施行時
　　　　　　　　　　　　　　　　　う　　え　お　か　き　く
　　　　　　　　　　　今治町━━今治市━┳━┳━┳━┳━┳━━━━┓
　　　　　　　　　　　　　　　　　┃　　┃　┃　┃　┃　┃　　　　┃
　　　　　　　　　　　日吉村━━━┛　　┃　┃　┃　┃　┃　　　　┃
　　　　　　　　　　　近見村━━━━━━┛　┃　┃　┃　┃　　　　┃
鳥生　　━━━┓　　　　　　　　　　　　　　┃　┃　┃　く　　　　┃
郷　　　━━━╋━━━立花村━━━━━━━━┛　┃　┃　　　　　　┃
辻堂　　━━━┫　　　　　　　　　　　　　　　　┃　┃　　　　　　┃
八町　　━━━┛　　　　　　　　　　　　　　　　┃　┃　　　　　　┃
　　　　　　　　　　　桜井村━桜井町━━━━━━┫　┃　　　　　　┃
　　　　　　　　　　　　　　　い　　　　　　　　┃　┃　　　　　　┃
　　　　　　　　　　　富田村━━━━━━━━━━┫　┃　　　　　　┃
　　　　　　　　　　　清水村━━━━━━━━━━┫　┃　　　　　　┃
　　　　　　　　　　　日高村━━━━━━━━━━┫　┃　　　　　　┃
　　　　　　　　　　　乃万村━━━━━━━━━━┫　┃　　　　　　┃平成17年1月16日
　　　　　　　　　　　波止浜村━━波止浜町━━━┛　┃　　　　　　┃新設合併
　　　　　　　　　　　　　　　　　　あ　　　　　　　┃　　　　　　┣今治市
　　　　　　　　　　　　　　　　　　　　　　　　　　┃　　　　　　┃
　　　　　　　　　　　　　　　　　　　　吉海町━━━┻━━━━━━┫
　　　　　　　　　　　　　　　　　　　　　　　　　　　　　　　　　┃
　　　　　　　　　　　　　　　　　　　　　　　　　　　　く┃　　　┃
　　　　　　　　　　　　　　　　　　　　波方町━━━━━━┻━━━┫
　　　　　　　　　　　　　　　　　　　　朝倉村━━━━━━━━━━┫
　　　　　　　　　　　　　　　　　　　　玉川町━━━━━━━━━━┫
　　　　　　　　　　　　　　　　　　　　大西町━━━━━━━━━━┫
　　　　　　　　　　　　　　　　　　　　菊間町━━━━━━━━━━┫
　　　　　　　　　　　　　　　　　　　　宮窪町━━━━━━━━━━┫
　　　　　　　　　　　　　　　　　　　　伯方町━━━━━━━━━━┫
　　　　　　　　　　　　　　　　　　　　上浦町━━━━━━━━━━┫
　　　　　　　　　　　　　　　　　　　　大三島町━━━━━━━━━┫
　　　　　　　　　　　　　　　　　　　　関前村━━━━━━━━━━┛

あ – 明治41年1月1日 波止浜村が町制施行、波止浜町に
い – 大正6年10月1日 桜井村が町制施行、桜井町に
う – 大正9年2月11日 今治市、日吉村と合併、市制施行
え – 昭和8年2月11日 今治市が近見村を編入
お – 昭和15年1月1日 今治市が立花村を編入
か – 昭和30年2月1日 今治市が桜井町、富田村、清水村、日高村、乃万村を編入
き – 昭和30年8月1日 境界変更により吉海町より馬島を今治市へ編入
く – 昭和35年5月1日 境界変更により波方町大字大浦の一部を今治市へ編入

（注記）立花村以外の合併以前の系譜はそれぞれの市町村の記事を参照のこと。

```

## 地域
合併・成立前の旧4箇村がそのまま大字となった。
鳥生（とりう）、郷（ごう）、辻堂（つじどう）、八町（はっちょう）
役場は大字郷に設置された。

## 産業
米、麦などを産した。

## 交通
南北に国鉄予讃本線が縦貫しているが、村内には駅はない。